# Nataraja

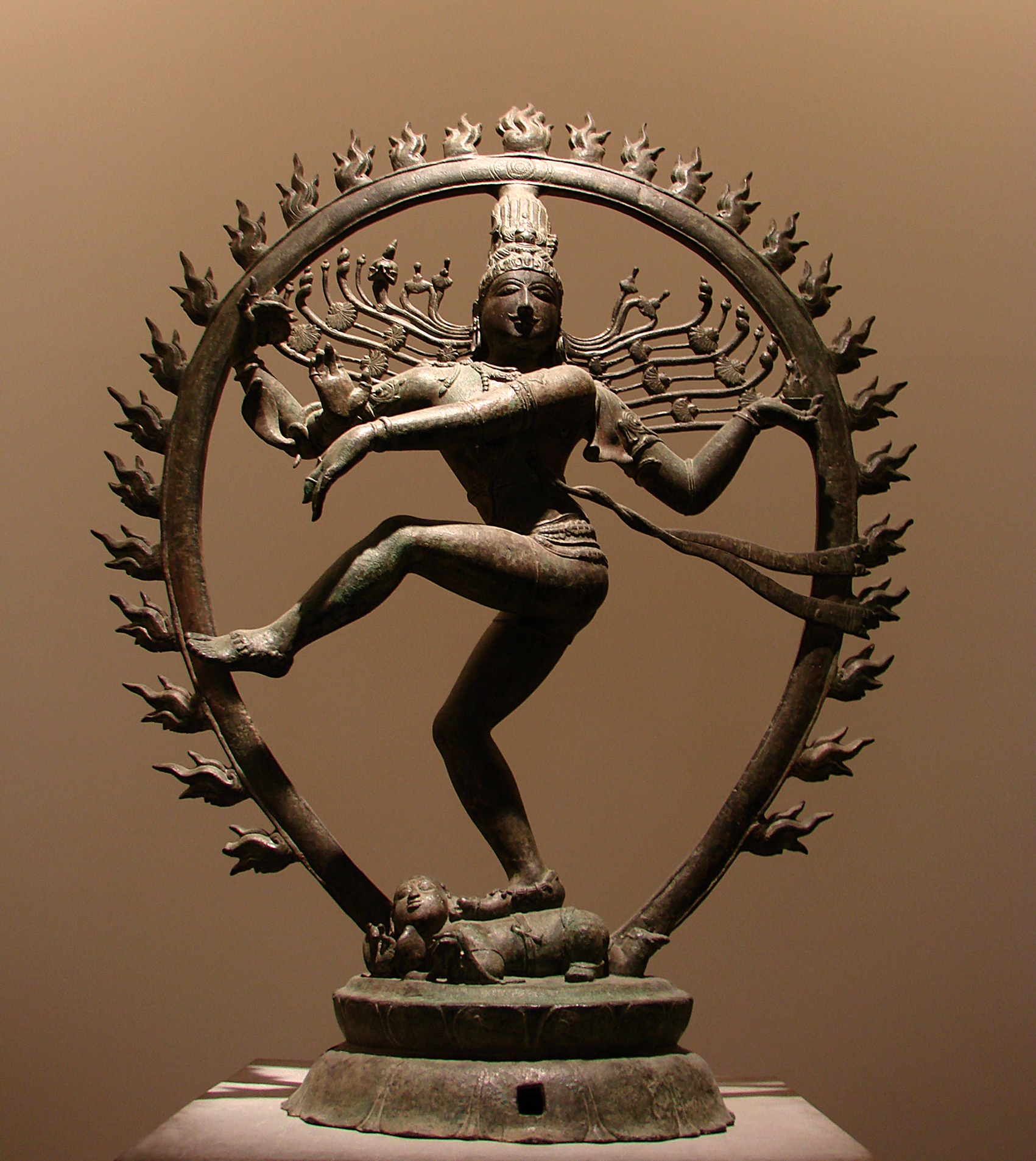
Shiva als Nataraja. Chola-Bronze, Tamil Nadu, 11. Jahrhundert (Musée Guimet)

Nataraja (Sanskrit: नटराज Naṭarāja = „König des Tanzes“) ist eine Erscheinungsform des Hindu-Gottes Shiva. In seiner Form als Nataraja führt Shiva einen kosmischen Tanz (tandava) auf, welcher den Prozess von Schöpfung, Zerstörung und Wiedererschaffung des Universums symbolisiert. Die Figur des Nataraja ist vor allem durch zahlreiche südindische Bronzebildwerke aus der Zeit um das Jahr 1000 bekannt geworden und gehört heute im Westen zu den bekanntesten Symbolen des Hinduismus. Der Ort, an dem Shiva seinen Tanz aufführte, ist dem Mythos zufolge Chidambaram; der dortige Nataraja-Tempel ist dem tanzenden Shiva geweiht. 

## Ikonographie
Als Nataraja erscheint Shiva in anthropomorpher Gestalt als vierarmiger Tänzer inmitten eines Flammenkreises, der sowohl die sich ausbreitende Energie des Gottes als auch den Rand des Universums symbolisiert. Die sich durch die Drehungen beim Tanz seitlich ausbreitenden Haarflechten bilden eine Art Aura um das Haupt Shivas. Das linke Bein des Gottes ist in einer Tanzfigur erhoben; mit seinem rechten tritt er auf den am Boden liegenden Zwergdämon Apasmara, die Verkörperung von Ignoranz und Dummheit. In seiner rechten oberen Hand hält Nataraja die Klappertrommel (Sanskrit damaru) der wandernden Asketen; mit seiner unteren rechten Hand zeigt er die Geste des Schutzes (abhayamudra). Aus der linken geöffneten Handfläche lodert eine Flamme, die andere linke Hand bildet eine Parallelfigur zu seinem linken Bein.

## Mythos
Vom Nataraja-Mythos existieren zwei Versionen:
1. Der ersten Version zufolge begegnete Shiva als wandernder Asket einer Schar häretischer Weiser (Rishis). Um sie zu bestrafen, brachte Shiva Vishnu mit, der die Form der schönen Mohini annahm und die Weisen bezirzte. Währenddessen verführte Shiva ihre Frauen. Die Weisen wurden zornig und hetzten nacheinander einen Tiger, einen Elefanten, eine Schlange und eine Antilope auf Shiva, um ihn zu töten. Shiva aber besiegte die Tiere und trug ihre Haut (Tigerfell, Elefantenhaut etc.) als Schmuck. Auch den zwergenhaften Dämon Apasmara bezwang Shiva und begann auf seinem Rücken zu tanzen, sodass die Weisen sich Shiva unterwarfen.
2. Die zweite Version des Mythos berichtet von einem Tanzwettstreit, bei dem Shiva die Göttin Kali besiegte.

## Geschichte

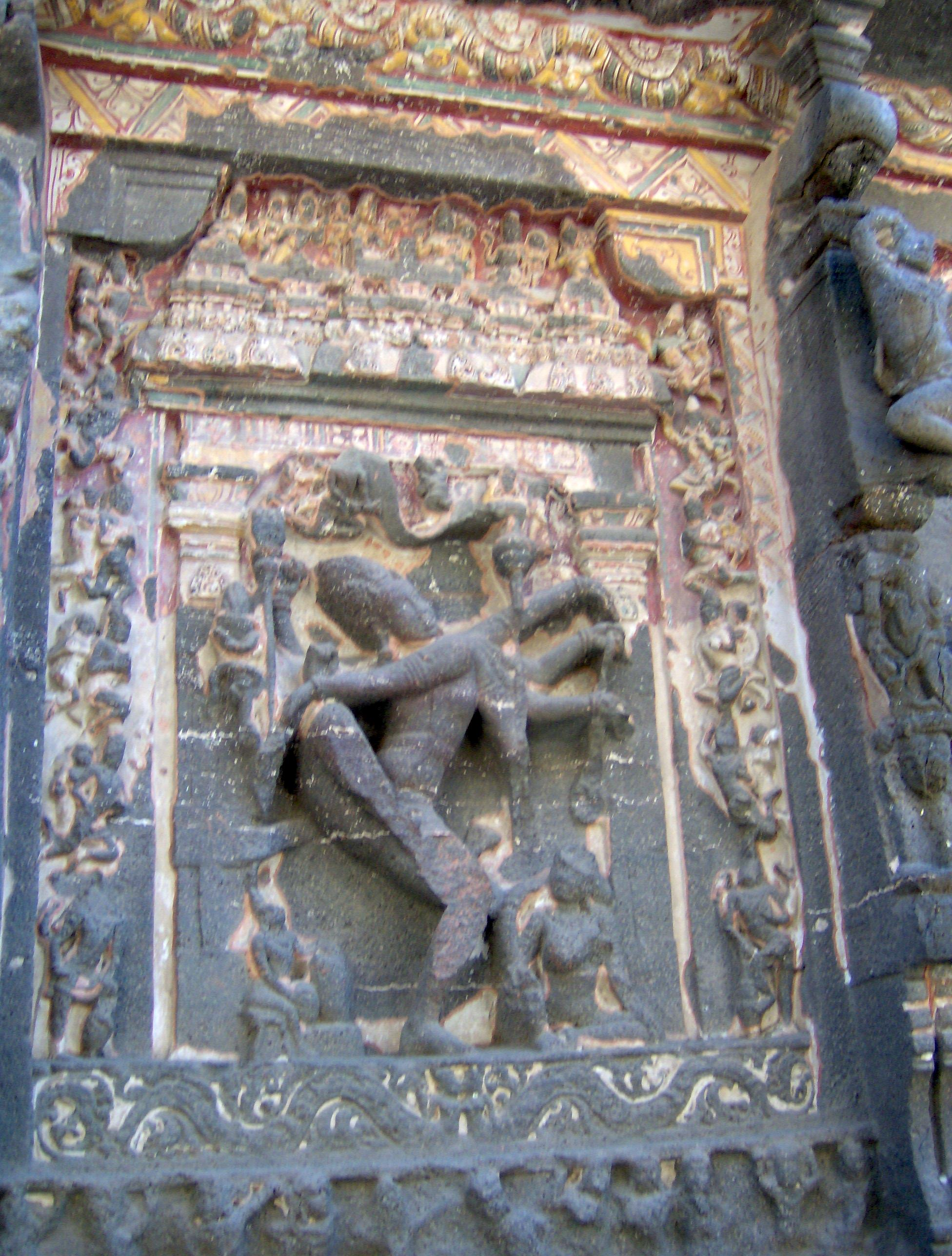
Darstellung Natarajas im Kailash-Tempel von Ellora, 8. Jahrhundert

Die frühesten bekannten Bildnisse Shivas als Nataraja entstanden während der Gupta-Zeit im 5./6. Jahrhundert und stammen von einem Torbogen (torana) aus dem Dorf Sakor (oder Sakaur) im nordindischen Madhya Pradesh; eventuell existierende ältere Holzversionen des Themas haben sich nicht erhalten. Bereits ein Jahrhundert später sind Darstellungen des tanzenden Shiva auch in Mittel- und Südindien in den Felsentempeln von Badami, Aihole, Elephanta und Ellora nachweisbar. Daher ist unklar, ob die Figur des Nataraja einen nord- oder südindischen Ursprung hat. Ab dem 8. Jahrhundert sind Darstellungen Natarajas in ganz Indien verbreitet. Zu großer Popularität stieg Nataraja aber erst unter den südindischen Chola-Königen (9. bis 13. Jahrhundert) auf, welche Nataraja zum Symbol ihrer Herrschaft erwählten und als Förderer der Künste auftraten. Während der Chola-Zeit entstanden in Südindien zahlreiche Bronzeskulpturen Natarajas, die zu den Meisterwerken der indischen Kunst gezählt werden.
Durch das wachsende Interesse an der indischen Kultur und Mystik gelangte die Figur des Nataraja ab dem frühen 20. Jahrhundert auch im Westen zu großer Bekanntheit. Maßgeblichen Einfluss hatte dabei der im Jahr 1918 erschienene Aufsatz The Dance of Shiva des aus Sri Lanka stammenden Kunsthistorikers Ananda Kentish Coomaraswamy. In der Folgezeit erwarben zahlreiche westliche Museen Nataraja-Bronzen – dadurch avancierte der tanzende Shiva zu einer Ikone des Hinduismus und gehört heute weltweit – neben dem Om-Zeichen – zu den bekanntesten Symbolen dieser Religion.